# Morrone del Sannio
Morrone del Sannio ist eine Gemeinde (comune) in der italienischen Provinz Campobasso in der Region Molise und hat 516 Einwohner (Stand 31. Dezember 2023). Die Gemeinde liegt etwa 19 Kilometer nordöstlich von Campobasso. Die nordwestliche Grenze bildet der Biferno.

## Verkehr
Entlang des Biferno führt die Strada Statale 647 Fondo Valle del Biferno von Boiano nach Guglionesi.